# 茨維靈科格爾山

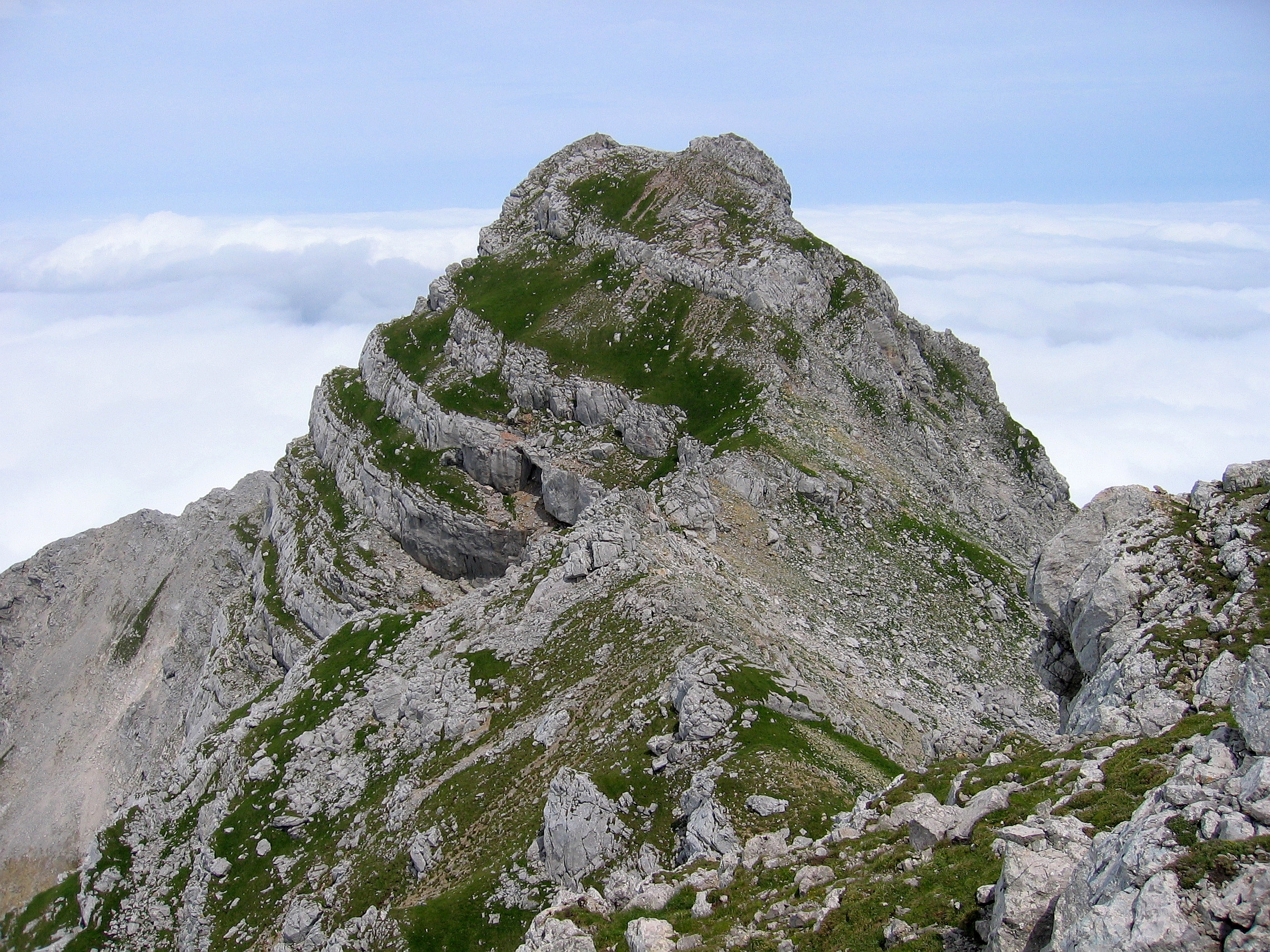

47°43′54″N 14°3′27″E / 47.73167°N 14.05750°E
茨維靈科格爾山（德語：Zwillingkogel），是奧地利的山峰，位於該國北部，由上奧地利州負責管轄，屬於托特斯山脈的一部分，海拔高度2,184米，山體由石炭岩組成。